# Pseudolycopodiella contexta
Pseudolycopodiella contexta là một loài thực vật có mạch trong Họ Thạch tùng. Loài này được (Mart.) Holub miêu tả khoa học đầu tiên năm 1991.